# 弗朗齐歇克·卡贝莱 (1951年)
弗朗齐歇克·卡贝莱（捷克語：František Kaberle Sr.，1951年8月6日—），捷克男子冰球运动员。他曾代表捷克斯洛伐克国家队参加1980年冬季奥林匹克运动会冰球比赛，获得第五名。

## 家庭
儿子小弗朗齐歇克·卡贝莱、托马什·卡贝莱。